# Gerhard Enters
Johann Christian Eduard Gerhard Enters (* 23. September 1823 in Hamm; † 29. Dezember 1885 in Rhynern) war ein deutscher Verwaltungsbeamter, Bürgermeister und späterer Amtmann sowie Gründer verschiedener Vereine und Institutionen im westfälischen Hamm-Rhynern.

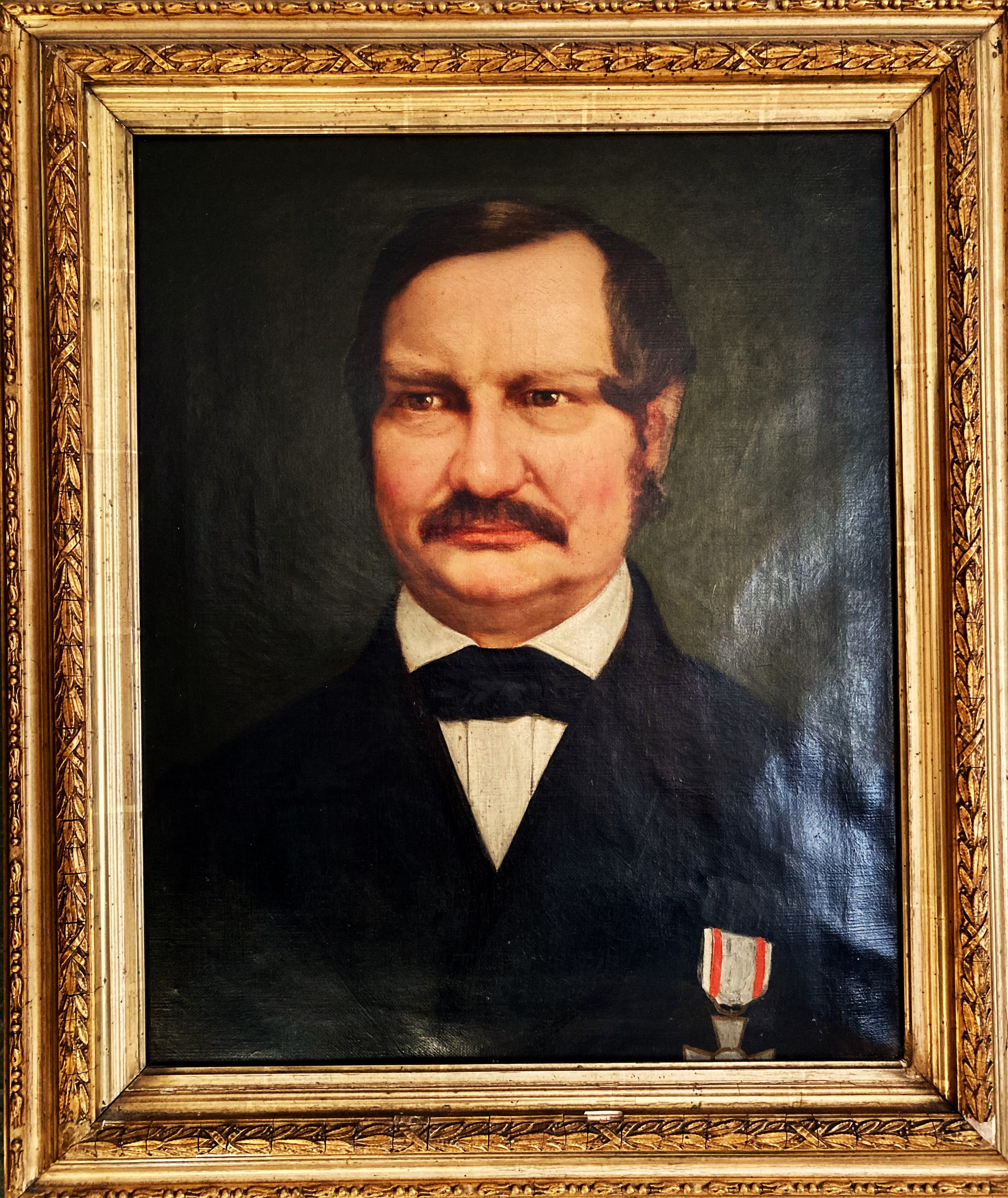
Gerhard Enters im Halbportrait (Öl auf Leinwand, Privatbesitz)

## Leben
Als Sohn des Schuhmachers Gerhard David Dietrich Enters (1794–unbekannt) und seiner Frau Anna Christine Charlotte geborene Abt (1796–1833) wurde Gerhard Enters am 23. September 1823 im westfälischen Hamm geboren. Den Großteil seiner Kindheit und Jugend verbrachte Enters zusammen mit seinen Eltern im damaligen Dorf Rhynern, welches heute zur Stadt Hamm gehört. Dort absolvierte er auch von 1838 bis 1848 eine Ausbildung im Verwaltungswesen unter dem damaligen Bürgermeister Friedrich Wilhelm Reinhard, der von 1820 bis 1847 im Amt war. Bereits 1848 wurde Enters vom damaligen Regierungspräsidenten Carl von Bodelschwingh als Regierungs-Civil-Supernumerar zur Provinzregierung Westfalen nach Münster berufen und trat somit in das Verhältnis eines Beamtenanwärters ein.

## Bürgermeister und Amtmann
Der mittlerweile zum königlichen Regierungspräsidenten von Arnsberg bestimmte Carl von Bodelschwingh erkannte früh den Eifer und Ehrgeiz in Enters beruflicher Tätigkeit und versuchte ihn für eine Tätigkeit im Regierungsbezirk Arnsberg zu gewinnen. Doch aufgrund Enters inniger Verbundenheit zum Heimatdorf Rhynern war dies hingegen ohne Erfolg. Stattdessen wurde Enters 1850 gemäß Gemeindeverordnung zum Bürgermeister des Amtes Rhynern gewählt, dessen Beschäftigung er ab 1851 offiziell ausübte. Ein weiteres Angebot des mittlerweile als königlicher Staats- und Finanzminister in Berlin tätigen von Bodelschwingh, ihm für eine berufliche Tätigkeit in die Stadt Berlin zu folgen, schlug Enters erneut aus.
Die erste Amtsstube, aus dem Enters die Geschicke Rhynerns als Bürgermeister leitete, wurde auf dem Hof Schulze-Velmede angemietet. Von 1851 bis 1855 diente ein alter „Backs“ (Back- und Vorratshaus) als Amtslokal, da das Amt Rhynern noch nicht über ein eigenes Verwaltungsgebäude verfügte. Von 1855 bis 1882 wurde dann das Kloster Mariendorf für die Amtsgeschäfte genutzt. Ab dem 19. März 1856 wurden leitende Beamte als Amtmann bezeichnet, sodass Bürgermeister Enters von da an auch den Titel Amtmann trug.
Enters Verbundenheit zu seinem Heimatort Rhynern und deren Bewohnern drückte sich in seiner Amtstätigkeit aus. Ab 1857 erstattete Enters einen jährlichen Verwaltungsbericht, welche in Protokollbüchern festgehalten wurden und noch heute im Stadtarchiv Hamm gelagert werden. Auf seinen Antrag hin wurde ab dem 1. September 1861 eine Postexpedition 2. Klasse in Rhynern an der Poststraße Arnsberg-Hamm zwischen den Städten Werl und Hamm eingerichtet.
Für seine Leistungen wurde Gerhard Enters bereits im Jahre 1863 vom preußischen König Wilhelm I. mit dem Roten Adlerorden IV. Klasse ausgezeichnet.
Weiterhin gilt Enters aufgrund der sorgfältigen Vorbereitungen und der sachkundigen Bearbeitung aller Gründungsvorgänge als Hauptinitiator zur Gründung der Sparkasse Rhynern. Er stellte die 34 Paragraphen umfassenden Statuten der Sparkasse auf, welche zuerst von den Mitgliedern der Amtsverwaltung am 30. September 1867 und auch im Dezember 1867 vom königlichen Oberpräsidenten der Provinz Westfalen in Münster genehmigt wurden. Auf Enters Einladung kamen Anfang Januar 1868 erstmals die neuen Administratoren der neuen Sparkasse zusammen, um wegen der Geschäftseinrichtung etc. Beschluss zu fassen. Die Eröffnung der Sparkasse Rhynern folgte am 1. Februar 1868 in der ersten Geschäftsstätte im Haus Ferber (von 1868 bis 1898), dessen Besitzer Heinrich Ferber-Dohmwirth erster Rendant war.
Kurze Zeit später fanden sich erneut auf Amtmann Enters Initiative hin 56 wehrfähige Männer zusammen, um am 26. Juli 1868 den Krieger- und Landwehrverein der Kirchspiele Rhynern und Berge zu gründen. Enters bekleidete das Amt des ersten Vorsitzenden des Vereins bis zu seinem Tode 1885, der damals noch Präses genannt wurde. Laut Vereinsmitgliedern hat Enters den Verein sehr erfolgreich geführt und wesentlich zu seiner Entwicklung beigetragen. Aus dem Verein entwickelte sich später die Kyffhäuser-Kameradschaft Rhynern, dessen Vorsitz sein Sohn ab 1885 übernahm.
Dass Enters mit seinem Dorf und Amtsbezirk derart verwachsen war, zeigt auch seine Ablehnung weiterer Stellenangebote im Verlauf seiner Beamtenlaufbahn. Im Jahre 1871 hätte er die Stelle des Bürgermeisters einer bekannten westfälischen Großstadt besetzen können, schlug das Angebot jedoch zugunsten Rhynerns aus, sodass er 1876 sein 25-jähriges Dienstjubiläum dort feiern konnte.
1877 kam es zur Gründung des landwirtschaftlichen Lokalvereins Rhynern, dessen Vorsitz auch hier Enters besetzte. Im Oktober 1880 teilte Amtmann Enters mit, dass das Mietverhältnis mit dem Kloster Marienhof auslaufe und sich die Suche nach einem geeigneten Mietobjekt für das Amtsgebäude als sehr schwierig erwies. Darum bat er die Verwaltung um den Bau eines ganz neuen Amtsgebäudes, welche den Wunsch am 15. Juli 1881 genehmigte. Ein passendes Baugrundstück wurde erworben und mit dem Bau eines neuen Amtsgebäudes inklusiv Amtswohnhaus für die Familie Enters begonnen. Am 30. September 1882 bestätigte Amtmann Enters den vollständigen Umzug ins neue Gebäude nebst Wohnhaus, welches dem Amtmann für die Dauer seiner Dienstzeit unentgeltlich überlassen wurde.
Am zweiten Weihnachtsfeiertag 1885 nahm der bereits kränkliche und körperlich recht schwache Enters seine letzte Amtstätigkeit als Standesbeamter wahr, bevor er drei Tage später am 29. Dezember um 21 Uhr Abends an einer Lungenlähmung recht unerwartet starb. Die Beerdigung Enters folgte am 2. Januar 1886 auf dem evangelischen Friedhof, dessen Trauerrede der Pfarrer Eduard Hengstenberg aus Rhynern hielt. Das Grabmal mit säulenartigem Denkmal erinnert dort noch heute an Gerhard Enters. Es steht als Baudenkmal unter Denkmalschutz, siehe Liste der Baudenkmäler in Hamm.

„Mit ihm ist ein Mann dahingeschieden von stahlblankem Charakter, durchdringendem Verstande, außerordentlicher Gesetzeskenntnis und Geschäftsroutine und doch von tiefen warmen Gemüt, immer den geraden Weg wandelnd, schlicht und recht, ein Ehrenmann in der vollsten Bedeutung des Wortes.“

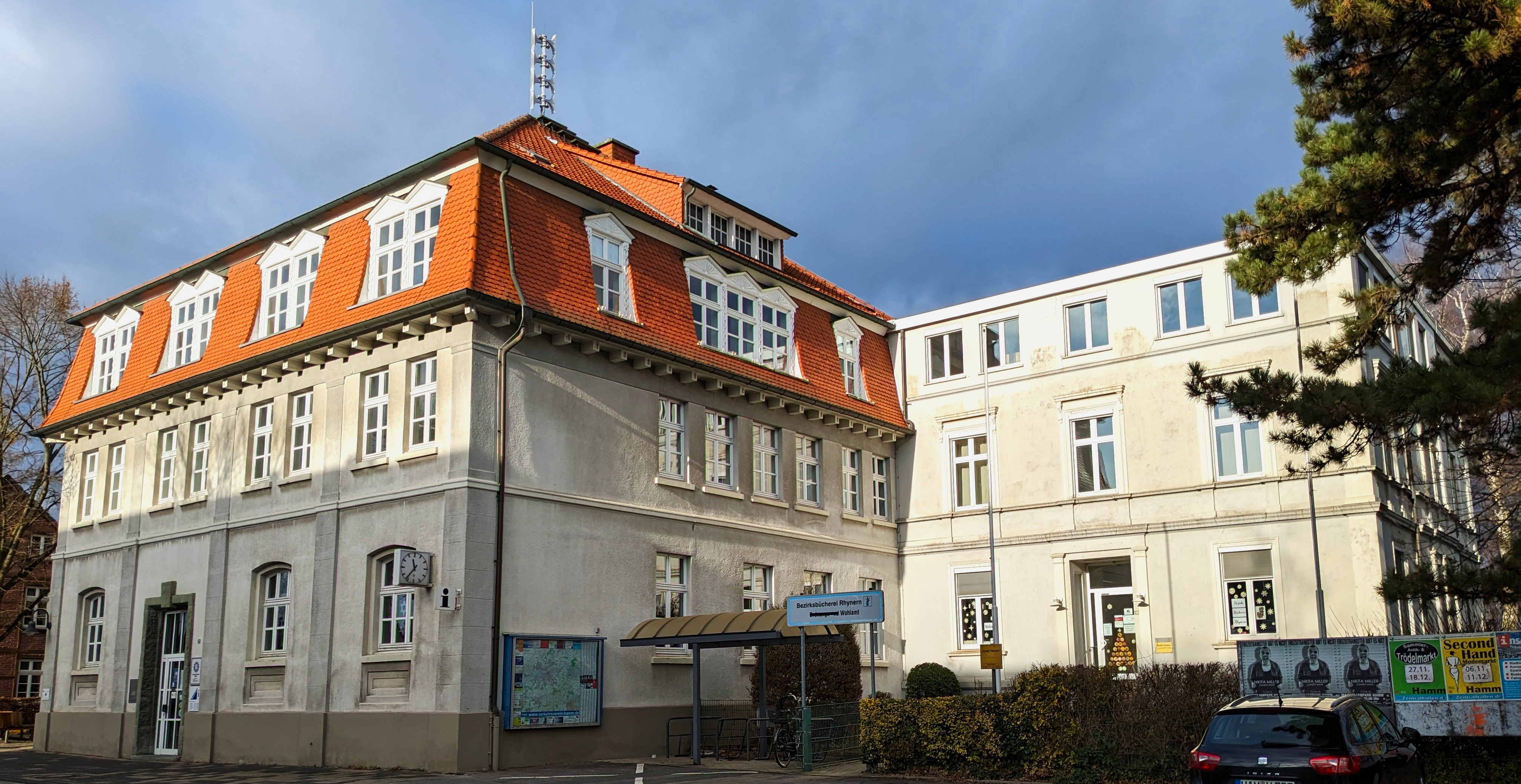
Links: Ehemalige Amtsverwaltung, heute Polizeibezirksdienst. Rechts: Früheres Amtsgebäude und gleichzeitig ehemaliger Dienstwohnsitz, heute Bezirksbücherei

Im Jahre 1903 erfolgte (bereits unter dem Amtmann Sohn Gerhard) eine erste bauliche Erweiterung des Amtshauses, wobei ein Vorbau mit Flachdach erschaffen wurde. Neben der amtlichen Verwaltung Rhynerns war im gleichen Gebäude auch das Meldeamt, Bauamt, die Registratur sowie die Polizei ansässig. Der nächste Aus- bzw. Umbau folgte in den Jahren 1912/1913, bei dem das Gebäude sein noch heute vergleichbares Aussehen erhielt. Neben einem weiteren grundlegendem Umbau in den Jahren 1936/1937 wurde erst 1963 das Amtswohnhaus, dessen erster Bewohner Amtmann Enters bis zu seinem Tode war, als Verwaltungsgebäude in Benutzung genommen. Drei Jahre später (1966) baute man das Dachgeschoss der ehemaligen Dienstwohnung für Bürozwecke des Bauamts aus, ehe die Amtsvertretung Rhynerns durch die Neugliederungen der Gemeinden verschiedener Landkreise in Nordrhein-Westfalen im Dezember 1967 nach 150 Jahren aufgelöst wurde.

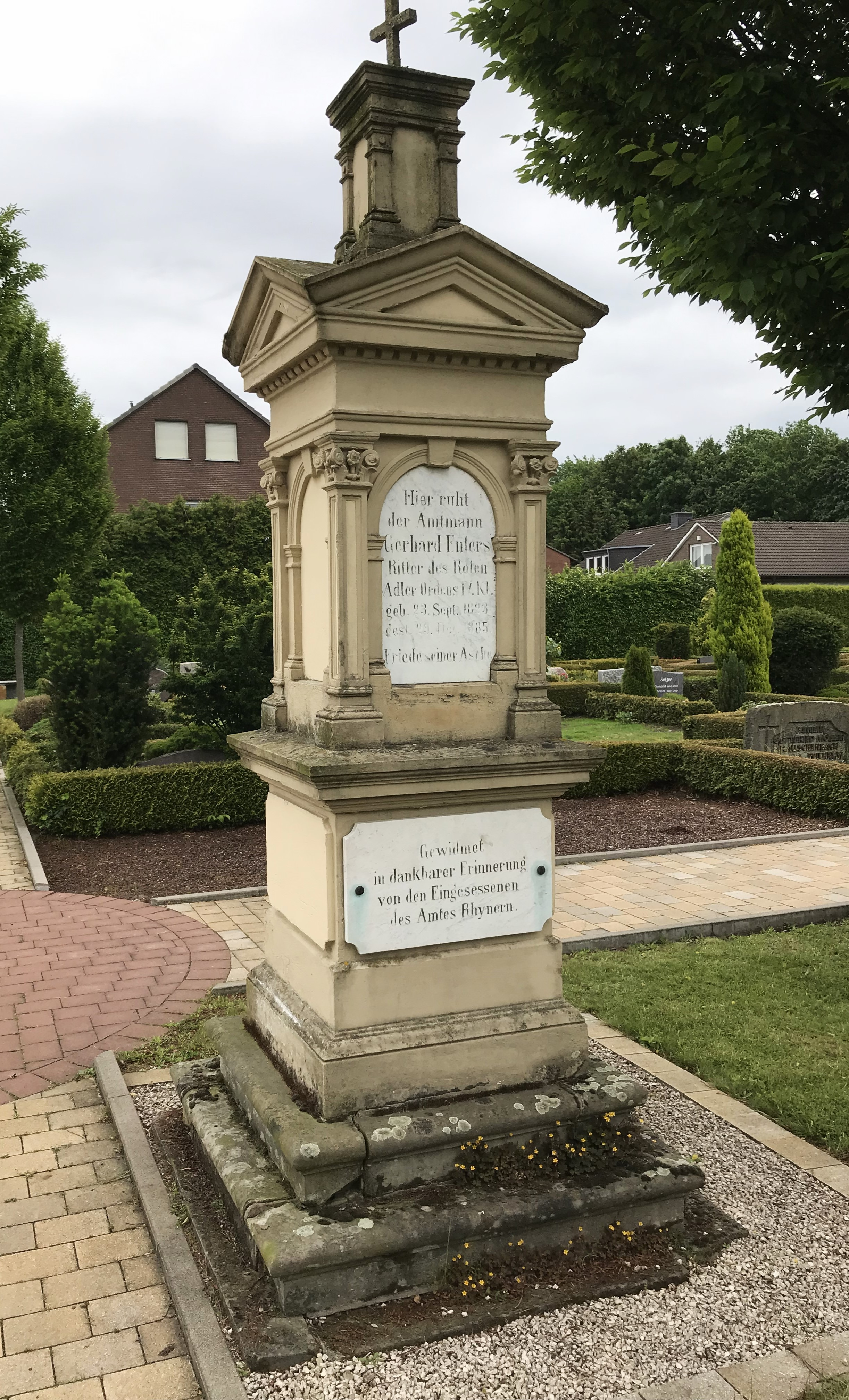
Grabmal von Amtmann Enters auf dem evangelischen Friedhof in Rhynern

In dem einstigen Amtsgebäude und Wohnsitz von Gerhard Enters sind heute das Bürgeramt sowie der Polizeibezirksdienst Rhynern untergebracht. Die Bauten sind in ihrer ursprünglichen Form auch heute noch gut zu erkennen, vor allem die damalige Dienstwohnung.
Über 34 Jahre leitete Enters die Geschicke Rhynerns und gilt damit bis heute als einer der längst amtierenden Amtmänner Rhynerns. Bis heute trägt eine Straße Rhynerns seinen Namen (Gerhard-Enters-Straße).

## Familie
Gerhard Enters heiratete am 1. Oktober 1850 in Hamm-Uentrop Wilhelmine Maria Henriette Kipper (* 29. März 1828, Hamm-Uentrop; † 27. Oktober 1899, Hamm), die Tochter des damaligen Rentmeisters Peter Kipper aus Uentrop. Aus der Ehe gingen sieben Kinder hervor, unter anderem die älteste Tochter Elise Friederike Enters (1851–1932), die durch Einheirat mit Heinrich Schulze-Velmede (1837–1902) im Jahre 1872 in die Velmede-Familie aus Rhynern eintrat. Sein ältester Sohn Friedrich Carl Gerhard Enters (* 10. August 1852, Rhynern; † 23. August 1905, Rhynern) war ebenfalls Amtmann (zunächst in Datteln) und trat nach dem Tode seines Vaters an die Stelle des Amtmanns in Rhynern. Um Vater und Sohn bei gleichem Namen und Dienstrang unterscheiden zu können, trugen sie oftmals den Zusatz „Gerhard der Ältere“ bzw. „Gerhard der Jüngere“.
Das Hobby des Amtmanns waren unter anderem Landschaftszeichnungen, die er selber anfertigte und teils noch heute im Besitz seiner Nachfahren in Rhynern und Ostbevern sind.